# Haplochromis vonlinnei
 Haplochromis vonlinnei és una espècie de peix de la família dels cíclids i de l'ordre dels perciformes que es troba troba al llac Victòria a l'Àfrica oriental. Es adults poden assolir fins a 15,9 cm de longitud total.